# Rivière de la Grande Loutre
Rivière de la Grande Loutre är ett vattendrag i Kanada.   Det ligger i provinsen Québec, i den östra delen av landet, 700 km nordost om huvudstaden Ottawa.
I omgivningarna runt Rivière de la Grande Loutre växer i huvudsak barrskog. Trakten runt Rivière de la Grande Loutre är nära nog obefolkad, med mindre än två invånare per kvadratkilometer.